# Morris Halle
Morris Halle, född 23 juli 1923 i Liepāja i Lettland, död 2 april 2018 i Cambridge i Massachusetts, var en amerikansk språkforskare och professor vid Massachusetts Institute of Technology (MIT). Halle forskade om fonologi och tillsammans med svensken Gunnar Fant och rysk-amerikanen Roman Jakobson gav han 1952 ut den banbrytande boken Preliminaries to Speech Analysis. Morris har även 1968 publicerat The Sound Pattern of English, som skrevs tillsammans med Noam Chomsky.